# Mário Gruber
Mário Gruber Correia (Santos, 31 de maio de 1927 - Cotia, 28 de dezembro de 2011) foi um pintor, gravador, escultor e muralista brasileiro.

## Vida

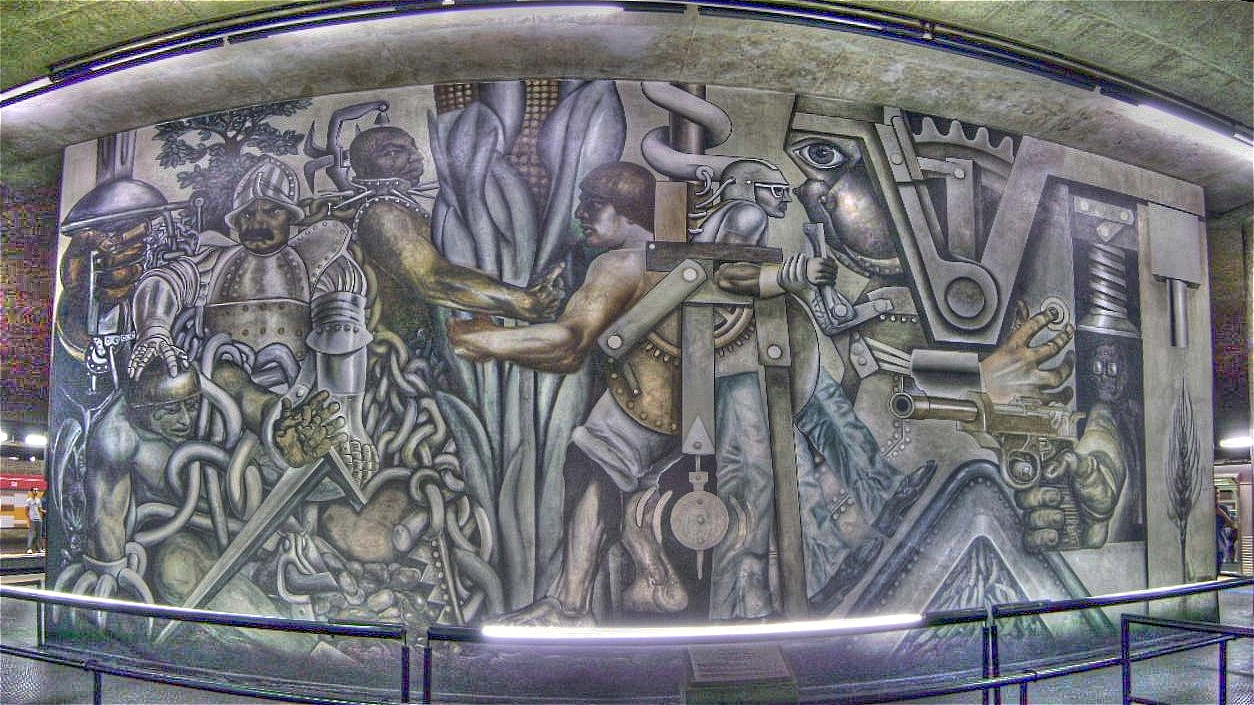
Como sempre esteve, o amanhã está em nossas mãos (1978-1987), mural de Mário Gruber exposto na Estação Sé.

Começou a pintar em 1943. Entrou para a Escola de Belas Artes de São Paulo em 1946, e no ano seguinte ganhou o primeiro prêmio de pintura na exposição do grupo 19 Pintores. Em 1948, fez sua primeira exposição individual.
Estudou gravura com Poty e trabalhou com Di Cavalcanti e Cândido Portinari.
Em 1949, graças a uma bolsa de estudos, mudou-se para Paris, onde estudou na École Nationale Supérieure des Beaux-Arts, sendo aluno do gravador Édouard Goerg. Voltou para o Brasil em 1951, quando fundou em Santos o Clube de Gravura, que mais tarde se chamaria Clube de Arte. Foi professor no Museu de Arte Moderna de São Paulo e na Fundação Armando Álvares Penteado. A partir de 1979, depois de uma breve passagem por Olinda, passou a dividir suas atividades entre as cidades de São Paulo, Paris e Nova York.
Morreu aos 84 anos, numa clínica geriátrica em Cotia, onde estava internado para se tratar de complicações causadas por um câncer.

## Obra
Depois de um início de carreira marcado pelo Expressionismo, Gruber dedicou-se a obras de realismo social na década de 50, ao lado de seus companheiros do Clube de Gravura. Nos anos 70, experimentou recursos fotográficos, ao mesmo tempo que assimilava influências da televisão e do cinema.
Mais tarde, suas composições passaram a apresentar personagens como anjos e robôs, vinculando-se ao realismo fantástico latino-americano.
Colaborou com o arquiteto Vilanova Artigas criando os painéis da Casa dos Triângulos, da Galeria Califórnia e do Ginásio Estadual de Guarulhos. Também criou os painéis do  Aeroporto Internacional de Cumbica e da Estação Sé do Metrô de São Paulo.
Telas de Mário Gruber compõem o acervo de museus como o Wisconsin State Museum College Union, o Museu Pushkin (Moscou), o MASP, o Museu de Arte Brasileira (São Paulo) e o Museu da Bahia (Salvador).

## Cinema
Em 1966, o artista foi tema do documentário de curta-metragem Mário Gruber, dirigido por Rubem Biáfora. Com música de Rogério Duprat, o filme recebeu o prêmio de melhor curta do Instituto Nacional do Cinema naquele ano.
Outro cineasta que dedicou um filme à sua obra foi Nelson Pereira dos Santos, também com um documentário de curta-metragem: A Arte Fantástica de Mário Gruber,de 1982.
A última participação de Gruber nas telas foi como um dos artistas apresentados no curta Schenberguianas (2006), de Sergio Oliveira e William Cubits, que mostrou a relação da arte com o trabalho do físico Mário Schenberg.